# 郭躍
郭躍（かくやく、グオユエ、Guo Yue、1988年7月17日 - ）は、中華人民共和国の女子卓球選手である。遼寧省出身。世界ランキング最高位は1位(2008年1月)。

## 人物・経歴
12歳という若さでナショナルチーム入りを果たした。早い打球点、男子に負けないような攻撃的なプレースタイルが特徴。日本の福原愛とは学年が同じで、福原が中国超級リーグの遼寧本鋼チームに在籍していた時にはチームメイトだった。

## 主な戦績
- 2004年　アテネオリンピック　女子ダブルス銅メダル
- 2006年　アジア競技大会　女子シングルス優勝
- 2007年　世界選手権ザグレブ大会　女子シングルス優勝
- 2008年　北京オリンピック　女子シングルス3位、女子団体金メダル
- 2009年　世界選手権横浜大会　女子シングルス2位
- 2012年　ロンドンオリンピック　女子団体金メダル